# Nguyễn Văn Dũng (võ sư)
Nguyễn Văn Dũng (sinh 1941) là một nhà văn, một võ sư karate cao cấp huyền đai đệ thất đẳng, nguyên Trưởng tràng hệ phái Suzucho Karatedo nhiệm kỳ 1995 - 2006. Ông được ghi nhận đã đào tạo được cả chục ngàn môn đồ Suzucho Karatedo tại Việt Nam.

## Tiểu sử và Sự nghiệp

### Sự nghiệp
Ông sinh ngày 8 tháng 10 năm 1941 tại tại làng Mỹ Á, xã Vinh Hải, huyện Phú Lộc, tỉnh Thừa Thiên Huế. Sau khi tốt nghiệp Tú tài năm 1962, ông theo học khoa Văn trường Đại học Sư phạm - Huế và tốt nghiệp năm 1965, ông trở thành giáo sư Việt văn các trường Trần Quốc Tuấn - Quảng Ngãi, Gia Hội - Huế, Quốc Học - Huế. Sau năm 1975, ông làm hiệu trưởng trường cấp 3 Gia Hội, sau đó làm cán bộ thanh tra Sở Giáo dục Đào tạo Thừa Thiên Huế; Huấn luyện viên Trưởng Đội tuyển Karate các trường Đại học và Chuyên nghiệp Việt Nam; là thành viên Hội đồng sáng lập trường Đại học Phú Xuân; Chủ nhiệm Bộ môn Giáo dục Thể chất và Quốc phòng trường Đại học Phú Xuân.
Từ năm 1992, ông là chuyên viên Karate của Bộ Giáo dục và Đào tạo. Năm 1995, ông được bầu là Trưởng tràng đời thứ 13 của Hệ phái Suzucho Karate-Do Việt Nam và là người thứ 10 giữ ngôi vị này. Ông là người có nhiệm kỳ giữ vị trí lãnh đạo hệ phái dài thứ 2 với 11 năm, chỉ sau võ sư Lê Văn Thạnh (nhiệm kỳ liên tục 13 năm và tổng các nhiệm kỳ là 25 năm). Điều này cũng gây nhầm lẫn giữa ông và một sư huynh khác tên là Nguyễn Xuân Dũng, Trưởng tràng đời thứ 3 (1968-1970), tác giả của Huyền đai Karate (1967), Linh hồn Không Thủ Đạo (1970), Kỹ thuật Nunchaku (1974).

### Võ nghiệp

#### Bắt đầu
Theo lời kể, nghiệp võ của ông bắt đầu từ năm 1963, sau khi chế độ Ngô Đình Diệm bị lật đổ, nhân vì bênh vực thầy mình (vốn là một linh mục) bị một nhóm học trò cũ đánh đập, nên ông cũng bị đánh trọng thương. Vì việc này, ông đã thề "sẽ đi học võ để hạ từng thằng một trả mối thù này"... Lúc đầu ông học võ cổ truyền với bạn, mãi đến tháng 3 năm 1967, ông mới chuyển sang thọ giáo Karate từ võ sư Suzuki Choji, sáng tổ hệ phái Suzucho Karatedo, người đầu tiên đem môn Karate truyền vào Việt Nam. Sau 5 năm nhập môn tại võ đường số 8 Võ Tánh, Huế,, đến năm 1972, ông là một trong những huấn luyện viên của võ đường số 8 Võ Tánh.

#### Phát triển Karate
Năm 1978, sau khi Chưởng môn Suzuki Choji cùng gia đình hồi hương về Nhật, võ sư Nguyễn Văn Dũng thành lập Võ đường Nghĩa Dũng Karate-Do, trung tâm đặt tại 8 Trương Định - Huế. Thập niên 1980, khi chính quyền bắt đầu xu hướng cởi mở, nới lỏng việc kiểm soát tập luyện võ thuật, với vị trí cán bộ phụ trách Văn - Thể - Mỹ của Sở Giáo dục Đào tạo Thừa Thiên Huế, ông dốc sức truyền bá Karate, phát triển tại Huế và lan ra các tỉnh lân cận, như Quảng Trị, Quảng Bình, Quảng Nam Đà Nẵng. Là một cựu giáo viên Việt văn, ông bắt tay vào viết và cho xuất bản nhiều đầu sách về kỹ thuật và tinh thần của Karate Suzucho.
Năm 1984, nhận lời mời của Sở Thể dục Thể thao Hà Nội, ông đưa Karate phát triển ra Hà Nội và một số tỉnh thành phía Bắc. Năm 1986, phát triển vào thành phố Hồ Chí Minh và một số tỉnh thành phía Nam. Tháng 12 năm 1987, ông cùng nhiều võ sư cao cấp Karate Suzucho tham dự "Hội nghị hội thảo toàn quốc về Karate" lần đầu tiên tổ chức tại Huế; tháng 7 năm 1989, tham dự đợt tập huấn tổ chức tại Hà Nội với Võ sư Yamamura, chuyên gia của Hiệp hội Karate-Do Nhật Bản. Những sự kiện này đánh dấu 2 xu hướng phát triển của Karate Suzucho: hầu hết cao đồ của Chưởng môn Suzuki Choji theo khuynh hướng thể thao hoá môn võ thuật truyền thống Karate và võ sư Nguyễn Văn Dũng vẫn kiên định con đường Võ đạo truyền thống của thầy mình. Hệ phái Nghĩa Dũng Karate-Do do ông lãnh đạo vẫn duy trì truyền thống, kết hợp với tinh hoa của Karate quốc tế hiện đại; coi trọng kỹ thuật căn bản, quyền pháp, kỹ năng tự vệ, rèn luyện sức khoẻ, và tu dưỡng phẩm chất đạo đức. Tuy có nội dung thi đấu, nhưng chỉ là phương thức để giao lưu, học hỏi, kiểm tra, thể hiện bản thân, và phát hiện tài năng.

#### Hiện nay
Với tôn chỉ đó, Võ đường Nghĩa Dũng Karate-Do trở thành một trong những Hệ phái Karate lớn tại Việt Nam. Hiện Hệ phái có gần 50 Phân đường chi nhánh ở các tỉnh, thành, ngành trong nước và 06 Phân đường chi nhánh nước ngoài, với hơn 20.000 môn sinh thường xuyên tập luyện. Do truyền thống thi lên huyền đai, các võ sinh thực hiện hành trình lên đỉnh núi Bạch Mã (1.450m); để vừa kiểm tra thành quả tập luyện, vừa chiêm nghiệm bản thân... nên Bạch Mã Sơn được các môn sinh Nghĩa Dũng Karate-Do xem là biểu tượng của Hệ phái.

## Sách đã xuất bản
Về Võ
- Karate - kỹ thuật căn bản. Nhà xuất bản Thể dục Thể thao, 1986
- Karate - bài quyền từ đai trắng đến đai đen. Nhà xuất bản Thuận Hóa, 1991
- Karate - tự vệ chiến đấu. Nhà xuất bản Thể dục Thể thao, 1991
- Karate - bài quyền cao đẳng. Sở Văn hóa TT-Huế, 1993
- Karate - song đấu tự do. Nhà xuất bản Thuận Hóa, 1996
- Hệ phái Suzucho Karate-Do - 45 năm hình thành và phát triển. Sở Văn hóa và Thể thao Huế, 2005
- Karate - bài quyền đặc dị. Nhà xuất bản Thuận Hóa, 2007
- Nghĩa Dũng Karate-Do. Nhà xuất bản Thuận Hóa, 2010.

Về Văn
- Linh Sơn mây trắng. Nhà xuất bản Thuận Hóa, 2006
- Đi tìm ngọn núi thiêng. Nhà xuất bản Thuận Hóa, 2012
- Lời tự tình của một dòng sông. Nhà xuất bản Thuận Hóa, 2013
- Trò chuyện với môn sinh. Nhà xuất bản Thuận Hóa, 2014
- Tâm thức núi. Nhà xuất bản Thuận Hóa, 2015.
- Nhớ con sông quê nhà. Nhà xuất bản Thuận Hóa, 2022